# ヘイズ少佐 (スタートレック)
Ｊ・ヘイズ（J. Hayes／Major Hayes）はアメリカのSFテレビドラマ『スタートレック:エンタープライズ』に登場する架空の軍人。年齢：30代中半、地球人男性、軍事攻撃指令作戦部隊(Military Assault Command Operations)　通称MACO（発音はメイコー）に所属する軍人、ズィンディの地球攻撃（ズィンディ危機）により、ジョナサン・アーチャー船長の要望で、宇宙船エンタープライズ(NX-01)に同乗する事になる。軍事攻撃指令作戦部隊 MACOでの階級は少佐。演じたのはスティーヴン・カルプSteven Culp。日本語版の吹き替えは斉藤次郎。

## 経過及び内容
軍事攻撃指令作戦部隊 MACOの指揮官Ｊ・ヘイズ少佐(J. Hayes)は、初の地球連合宇宙艦隊との共同任務を経験する。
- アーチャー船長は、地球連合宇宙艦隊は宇宙探査を目的としており、軍事活動はメインではない。そのため、宇宙探査に軍人は不要だという信念を持っていたが、度重なる危機に直面して考えを大幅に修正するしかなかった。

- その後、軍事攻撃指令作戦部隊のケイシー将軍に頼み精鋭部隊である軍事攻撃指令作戦部隊（MACO）を乗船させる事にする。この事は艦隊司令部のマクスウェル・フォレスト大将は驚きを見せた。この事から、地球連合宇宙艦隊は地球防衛という軍事的側面での任務の重要性を改めて痛感している。この決定に対してアーチャーとフォレスト大将の会話から、アーチャー船長の任務への決意が表れている。

- 2153年にズィンディによる地球攻撃を阻止するためにエンタープライズ(NX-01)がデルフィック領域へと向かう際に同行。

- 爬虫類族ズィンディに拉致されたホシ・サトウを救出のために向かうが転送が間に合わず、銃で撃たれ殉職する。

参考資料：第75話"Countdown"「地球攻撃10時間前」より

## ヘイズ少佐の部下
- ケンパー軍曹(Sergeant Kemper)＝ネイサン・アンダーソン(Nathan Anderson)が演じている。(地球人男性)

ミネソタのデルース(ダルース Duluth)出身、元の勤務地はアトランタ
エンタープライズ(NX-01)着任前は、重力ブーツでの任務はシミュレーションのみ。エンタープライズ(NX-01)着任後は、宇宙酔いに苦しんだ。
VOY第72話 "Nemesis" 「ヴォリ防衛隊第4分隊」のネイモン(Namon) 役 にも登場する。
出演：第53話"The Xindi"「トレリウムD」・第54話"Anomaly"「オサーリア人の襲撃」
- ホーキンス伍長(Hawkins)＝ショーン・マガウアン(Sean McGowan)が演じている。(地球人男性) 声：江川大輔

エンタープライズ(NX-01)着任前は、重力ブーツでの任務はシミュレーションのみ。ヤヌス・ループにいた、戦闘訓練も含め、宇宙服で1,000時間以上も活動している。第74話"The Council"「評議会の分裂」にて球体の中に進入したが、ロボットアームに掴まりアームの手元からビームが発射され、ホーキンスは消滅、殉職する。
出演：第53話"The Xindi"「トレリウムD」・第54話"Anomaly"「オサーリア人の襲撃」・第57話"Impulse"「幽霊船」・第74話"The Council"「評議会の分裂」
- チャン伍長(Corporal Chang)＝ダニエル・デイ・キム (Daniel Dae Kim)が演じている。(地球人男性) 声：新垣樽。過去のスタートレックシリーズでは、ダニエル・デイ・キムの声は森田順平が担当していた。

VOY第132話"Blink of an Eye"「超進化惑星の煌き」のゴタナ・レッズ (Gotana-Retz) 役にて登場。
出演：第53話"The Xindi"「トレリウムD」・第55話"Extinction"「突然変異」・第69話"Hatchery"「トゥポルの反乱」
- ロメロ伍長(Corporal Romero)＝マルコ・サンチェス(Marco Sanchez)が演じている。(地球人男性)

出演：第53話"The Xindi"「トレリウムD」
- マッケンジー伍長(Corporal McKenzie)＝ジュリア・ローズ(Julia Rose)。(地球人女性)

重力ブーツでの任務は、木星ステーション遠征で経験している。トラブルにも対応できる。ヘイズ少佐殉職後、後任となる。
テレビ映画「バットマン＆ロビン ザ・リターン」「バットマン&ロビン 生涯現役宣言! 」で、キャットウーマンのジュリー・ニューマーを演じた。TOS第32話 "Friday's Child" 「宿敵クリンゴンの出現」のエリン役を演じた、名前は言及されておらず、階級は不明。
出演：第54話"Anomaly"「オサーリア人の襲撃」
- アマンダ・コール伍長(Amanda Cole)＝(Noa Tishby) (地球人女性) 声：湯屋敦子。

トリップに好意を持っている。トリップ とは家が近所だった、高校はライバル同士で、通った映画館も同じ、故郷をズィンディの攻撃で失ったという共通点もあり、急速に近づく。但し、彼女の家族は引越しをしていたために無事だった。
出演：第67話"Harbinger"「新たなる脅威の兆し」
- パーマー(Palmer)＝(Troy Mittleider)が演じている。(地球人男性)

出演：第55話"Extinction"「突然変異」
- S・マネー(S. Money)＝ムーア(Dorenda Moore)が演じている。(地球人女性)

出演：第61話"North Star"「ウエスタン」
- ケリー(Kelly)＝役者名及び声優名も公表されていない。(地球人女性)

出演：第75話"Countdown"「地球攻撃10時間前」
ENT第22話 "Vox Sola" 「漂流生命体の叫び」に同じ人物が登場しているが、女性の宇宙艦隊クルーなので役としては、全くの別人。
- パーソン(Parson)＝役者名及び声優名も公表されていない。(地球人女性)

出演：第53話 "The Xindi" 「トレリウムD」・第61話 "North Star" 「ウエスタン」・第71話"Damage"「球体創造者」
- ライアン(Ryan)＝役者名及び声優名も公表されていない。(地球人男性)

出演：第53話 "The Xindi" 「トレリウムD」
- ウッズ(Woods)＝役者名及び声優名も公表されていない。(地球人男性)

出演：第54話"Anomaly"「オサーリア人の襲撃」
- 名前不明＝(Kevin Derr)が演じている。(地球人男性)

出演：第61話"North Star"「ウエスタン」
その他、複数の軍人が確認できるが、役名及び役者名は不明。

## MACOの活躍
- 第56話"Rajiin"「美しき潜入者」エンタープライズ(NX-01)艦内にて昆虫ズィンディと銃撃戦をおこなう。
- 第57話"Impulse"「幽霊船」ホーキンス伍長が、漂流したヴァルカン船でトレリウムDに犯され凶暴になったヴァルカン人と銃撃戦をする。
- 第59話"The Shipment"「兵器工場潜入」ヘイズ少佐がアーチャー船長と敵地工場に同行する。毛長ズィンディとファストコンタクト。ホーキンス伍長が、突入班として待機しているが、名前だけが出てくるだけ。
- 第61話"North Star"「ウエスタン」アーチャー船長と同行して現地の地球人と銃撃戦になる。
- 第64話"Chosen Realm"「選ばれし領域」トリアノン人と銃撃戦をおこなう。
- 第67話"Harbinger"「新たなる脅威の兆し」宇宙艦隊仕官も含め軍事訓練をする。リードとヘイズが喧嘩をする。
- 第75話"Countdown"「地球攻撃10時間前」ホシ・サトウを爬虫類ズィンディから奪回する。
- 第76話"Zero Hour"「最終決戦」ズィンディとの最終決戦。

その後、ズィンディとの戦いが終結後は、MACOの活躍は目立たなくなる。

## ヘイズ少佐が出演する回
- 第53話"The Xindi"「トレリウムD」
- 第67話"Harbinger"「新たなる脅威の兆し」
- 第69話"Hatchery"「トゥポルの反乱」
- 第74話"The Council"「評議会の分裂」
- 第75話"Countdown"「地球攻撃10時間前」

## 備考
- ズィンディ危機以来エンタープライズ(NX-01)のアーチャー船長がこの決断を下した事により、これが前例となり、地球連合宇宙艦隊の宇宙船には軍事攻撃指令作戦部隊 MACOが配置されるようになった。この結果は、勿論、Ｊ・ヘイズ少佐の任務に対する使命感、忠誠心により可能となったもので、彼の実績として高く評価されている。

- マルコム・リードが地位を奪われるのでは無いかと思いJ・ヘイズに対して確執が生まれている。彼との衝突は殴り合いまでになっているが、最後には友情が芽生える。

参考資料：第53話 "The Xindi" 「トレリウムD」・第67話 "Harbinger" 「新たなる脅威の兆し」・第75話"Countdown"「地球攻撃10時間前」より
- 軍事攻撃指令作戦部隊 MACO所属のJ・ヘイズは少佐だが（地球連合宇宙艦隊所属のマルコム・リードは大尉）エンタープライズ(NX-01)の保安部管理下に置かれているために、マルコム・リード大尉がJ・ヘイズ少佐の上官となる。

ホシに対しても、"Ma'am."と呼び、皿を持ってきたサトウが「ここ、いいですか？」とテーブルの相席を頼んだときに、MACOの軍人はJ・ヘイズ少佐を含め全員起立している。その事からも宇宙艦隊の士官より、MACOの地位は低い事が理解できる（米軍には、海軍艦艇に他軍将兵が同乗する場合、同乗将兵はその艦艇の同一階級のクルーより一階級下として扱われるという規則がある）。
参考資料：第53話 "The Xindi" 「トレリウムD」

## 軍事攻撃指令作戦部隊の概要
- 軍事攻撃指令作戦部隊(Military Assault Command Operations)　通称MACO（発音はメイコー）

2150年代の地球政府の軍事組織、別に軍事部隊とも略されて呼ばれる事もある。
地球連合宇宙艦隊と軍事攻撃指令作戦部隊は別組織である。
- 軍事攻撃指令作戦部隊の最高責任者

ケイシー将軍(General Casey)が統括
- 駐屯地

アトランタ、ジョージア、ニューヨーク、土星の衛星ヤヌスにある「ヤヌスの輪」に所在している。
- MACOは地球連合加盟の各国の特殊部隊同様の訓練を受けており、階級制度は旧米国海兵隊に準じている。